# Liste der Werke Wolfram Grafs
Der deutsche Komponist und Musikwissenschaftler Wolfram Graf (* 1965 in Dornstetten) ist der Verfasser folgender Schriften und Musikwerke:

## Kompositionen

### Bühnenwerke

#### Opern
- Kalif Storch (1993). Märchenoper in 3 Akten für Sprecher, Kinderchor, Kammerorchester (15 Spieler). Libretto: Dieter E. Hülle (nach Wilhelm Hauff)
- Die Schwäbische Schöpfung. Neueinrichtung der Barockoper von Sebastian Sailer (Libretto) und Meingosus Gaelle (Musik), für Flöte, Oboe, Horn und Streichorchester

#### Bühnenmusik
- zu Die Sindelfinger Christgeburt. Weihnachtsspiel von Dieter E. Hülle – für Kinderchor, Instrumentalensemble und Orgel (1996)
- zu Der Hüter der Schwelle. Mysteriendrama von Rudolf Steiner – für Kammerorchester (2007). UA: 28. September 2007 Dornach (Goetheanum)

#### Rezitals
- Zwölf wilde Gänse. Ein irisches Märchen (1996) für Sprecher, Orgel, Sopran und Schlagwerk ad libitum
- Merlin – roter Vogel (op. 168, 2008). Musikalische Szene für Sopran, Flöte und Klavier. Text: Tankred Dorst. UA: 22. Mai 2009 Bamberg (E.T.A.-Hoffmann-Theater, Harmoniesaal)

### Filmmusik
- zu eye (2000). Kurzfilm von Achim Bieler

### Vokalkompositionen

#### Für 1–2 Stimmen und 1–2 Instrumente
- Drei Lieder für Sopran und Orgel. Texte: ?
- O Jerusalem du schöne (1992) für Tenor (oder Sopran) und Orgel. Text: Friedrich Conrad Hiller
- Die Trichter (1993). Humoreske für Sopran (auch Blockflöten spielend). Text: Christian Morgenstern
- Vier Lieder (op. 33; 1994) für Sopran und Klavier. Texte: Hermann Hesse

1. Der Tod ging nachts – 2. Der Dichter – 3. Im Scherz – 4. Pilger
- Drei Lieder (1995) für Sopran und Klavier. Texte: G. Maisch und Otto Maisch
- Lobe den Herren (1996) für Sopran und Orgel. Text: Joachim Neander
- Lureley (1997) für Sopran und Klavier. Text: Clemens Brentano
- Gruselett (1997) für Sopran und Klavier. Text: Christian Morgenstern
- Der Werwolf (1997). Humoreske für Sopran und Kontrabass. Text: Christian Morgenstern
- Fünf Lieder (1997) für Bariton und Klavier. Texte: Manfred Krüger

Gedankenfang – Denker – Aufwärts – Dauer im Wechsel – Der Forscher
- Eins ist not, ach Herr, dies Eine (1998) für Sopran und Orgel. Text: Johann Heinrich Schröder
- Drei Lieder (1998) für Sopran und Klavier. Texte: Lea van der Pals

Angelos – Traum – Evolution
- Zeitgeist (1999). Lied für Mezzosopran und Klavier. Text: Friedrich Hölderlin
- Drei Lieder (2003) für Bariton und Klavier. Texte: Friedrich Rückert
- Oratorische Szenen (2006) für Sopran, Flöte und Orgel. UA: 2006 Sindelfingen. Text: ?
- Aus alter Zeit (2007). Drei Duette für Sopran, Bariton und Klavier. Texte: Joseph von Eichendorff

Wünschelrute – Die Spielleut – Wahl
- Über alle Hürden (op. 163; 2008) für Sopran und Klavier. Text: Ingo Cesaro. UA: 22. Mai 2009 Bamberg (E.T.A.-Hoffmann-Theater, Harmoniesaal)

#### Für größere Besetzungen
- Martin von Tours – Teilen statt Töten (1991). Oratorium für 2 Sprecher, Sopran, Chor, Kinderchor, Orchester und 2 Orgeln. Text: Dieter Eckard Hülle
- Wachet auf (1991). Kantate zum Advent, für Kinderchor und Instrumente. Text: ?
- Psalm 150 (1992) für Kinderchor und Orgel
- Il est né (1992). Kantate zu Weihnachten. Text: ?
- Resurrectio (1993) für Chor, Sopran, Violoncello, Schlagwerk, Orgel und Tonband. Text: ?
- Jesu meine Freude (1994). Kantate zur Passion. Text: ?
- Sequentiae Laudandi (1994/95) für Chor, Sopran, Alt, Blechbläser und Orgel. Texte: ?
- Christ ist erstanden (1995). Kantate zu Ostern. Text: ?
- Signum (1995) für Chor, 2 Klaviere und Schlagwerk. Text: ?
- Sindelfinger Hexensprung (1995) für Chor a cappella. Text: Dieter E. Hülle
- Drei schwäbische Männerchör(l)e (1995; a cappella). Texte: Helmut Pfisterer

gell – wia mrs au gohd? – s’schaffa ghörd abgschaffd
- Schwäbische Männerchör(l)e. Zweite Folge (1998; a cappella). Texte: Manfred Rommel, F. E. Vogt
- Apokalypsis (1998) für zwei Frauenstimmen und Orchester. Text: ?. UA: 1999 Hof (Hofer Symphoniker)
- Lichteswerden (1999). Kantate zur Epiphaniaszeit für Bariton, Oboe und Streichorchester. Text: ?
- Anrufung I-III (2000). Drei liturgisch-musikalische Reflexionen für 8-stimmigen gemischten Chor und Orchester. (auch als Einleitung zu Kyrie, Credo und Sanctus der h-Moll-Messe von Johann Sebastian Bach). Texte: ?
- Von Tieren… (2001). Fünf Lieder für Kinderchor, 2 Melodieinstrumente und Klavier. Texte: ?
- Tage des Mondes (2003). Oratorische Szenen zum 20. Jahrhundert für Sopran, Tenor, Bass, Chor und Orchester. . Text: ?. UA: 2004 Ludwigsburg, (Sinfonieorchester der Stadt Ludwigsburg).
- Jubilate Deo (2004) für 3-stimmigen Kinderchor (ad libitum mit Klavier und Blechbläserquintett). Text: Psalm 66
- Worte (2007). Drei Lieder für Frauenchor a cappella. Texte: Albert Steffen
- Auferstanden. Ein Oster-Mysterien-Oratorium (op. 166; 2006–08) für 2 Sprecher, Soli, Chor, Kinderchor, Orgel und Orchester. Libretto: Wolfram Graf (nach Texten aus dem Alten und Neuen Testament, apokryphen Zusätzen zum Buch Esra sowie von Wladimir Solowjow, Fjodor Dostojewski, Christian Morgenstern, Dante Alighieri, Hans Scholl, Dietrich Bonhoeffer u. a.)
- Pearl of the Desert für Soli, Mädchenchor und Klavier. Text: ?. UA: 9. Juli 2009 Stockholm, (Gustav-Wasa-Kirche).

### Orchestermusik
- Requiem-Metamorphosen (1992). Ein Prolog zum Requiem von Wolfgang Amadeus Mozart, für Orchester. UA: Leipzig (Gewandhausorchester)
- Impressionen (1995). Suite für Streichorchester

- Fassung für Akkordeonorchester: Spielereien (Transkription: Wolfgang Russ)

- American Memories (1995/96). Suite für sinfonisches Blasorchester

1. Arrival – 2. On Broadway – 3. Requiem
- Zeitschritte (1999–2001). Symphonie für Streichorchester
- Nachklang (2001) für Sinfonisches Blasorchester
- Tänzereien (1998–2003). Suite für sinfonisches Blasorchester
- Aufbruch (1999/2006) für Orchester. UA: 28. April 2006 Hof (Freiheitshalle; Hofer Symphoniker, Dirigent: Roger Boggasch)
- Sinfonia Danza (2. Symphonie) op. 170 (2008) für Orchester. UA 8. Mai 2009 Hof (Freiheitshalle; Hofer Symphoniker, Dirigent: Daniel Klajner)

### Musik für Soli und Orchester
- Vision (1995). Konzert für Violine, Schlagwerk und Streichorchester. UA: 1996 Sindelfingen
- Concertino (1996/97) für Flöte und Streichorchester
- In Nomine (1998) für Horn und sinfonisches Blasorchester
- Intrada (2000) für Trompete und sinfonisches Blasorchester
- Mondenweben (2002) für Violine und Streichorchester
- Wandlung (2002) für Schlagzeug und Orchester. UA: 2002 Hof (Hofer Symphoniker)
- Spuren (2004). Konzert für Altsaxophon und Streichorchester
- Illertissen Carillon-Concerto (op. 161; 2008). Symphonische Fantasie für Konzertcarillon und sinfonisches Blasorchester

### Musik für Tasteninstrumente

#### Klavier
- Drei Stücke (1991)
- Evolution I (1993)
- Evolution II (1993)
- Erscheinung (1999)
- Innenraum (1999)
- Lichtbruch (2002)
- Übergang (2004). Eurythmischer Auftakt zu Manfred Krügers Gedicht Die Wand

#### Orgel
- Sieben kleine Stücke (1990)
- Martinsbilder (1991). Fantasie und Toccata
- Cantus I (1993)
- Sequentia IV (1995; aus den Sequentiae Laudandi)
- Elegia III (1994)
- Dissolutiones. Vier Konzertetüden (1995)
- Intervallum I (1996)
- Intervallum III (1997)
- Fünf Sequenzen über „Wer nur den lieben Gott lässt walten“ (1994) für Orgelpositiv
- Additionen (1995) für 2 Orgeln
- Ebene Grenze (1999)
- Wort (2001)
- Frühlingsklänge (2003)

### Kammermusik

#### Soli
- Variationen und Choral (1992) für Violine
- Cantus III (1998) für Bassflöte
- Liturgische Suite (1999) für Flöte
- Entfaltung (2002) für Tenorsaxophon
- Bestimmung (2002) für Violine
- Sept pour un (op. 135; 2004–06). Sieben Stücke für Bassflöte / Altflöte / Flöte / Piccolo
- Rege(r) Klänge für Flöten. UA 4. Oktober 2009 Neustadt an der Waldnaab (Schlosskapelle; Martin Seel)

#### Duos
- Kompositionen (1989ff.) für Violoncello und Klavier

I (1989) – II (1995) – III (1996) – IV (1998) – V (2000) – VI (2004)
- Festliches Prä- oder Postludium (1991) für Trompete und Orgel
- Meditation (1991) für Trompete und Orgel
- Cantus II (1993) für Blockflöten und Schlagwerk (2 Spieler). UA 1994 Straßburg (Conservatoire National de Région; Ensemble Archae.o.pteryx: Ulrich Ludat, Armin Sommer)
- Sieben Miniaturen (1992–94) für Violine und Gitarre
- Sequentia II (1995; aus den Sequentiae Laudandi) für Trompete und Orgel
- Intervallum II (1996) für Trompete und Orgel
- Intervallum IV (1998) für Trompete und Orgel
- Im Zeiten-Wandel (2000) für Barockvioline und moderne Violine (in unterschiedlicher Stimmung)
- Ins Schweigen (2001) für Schlagwerk und Klavier
- Weite (2002) für Horn (oder Tenorsaxophon) und Orgel
- Suite symphonique (2005/06) für Altflöte / Flöte / Piccolo und Klavier. UA: 2006 Hof
- Trois Nocturnes (2007) für ein Melodieinstrument und Klavier

#### Trios
- Trio über F–C–B (1997) für Violine, Violoncello und Klavier
- Weltenstimmungen (1998) für Flöte, Violoncello und Klavier (zu den Wochensprüchen 26–32 von Rudolf Steiner)
- Telemanie (2002). Fünf Kommentare zum Trio F-Dur von Georg Philipp Telemann, für Alt- / Sopraninoblockflöte, Violoncello und Orgelpositiv
- Existenz (2007) für Altblockflöte, Violine und Marimbaphon

#### Quartette
- Sequentia II (1994; aus den Sequentiae Laudandi) für 2 Trompeten und 2 Posaunen
- Templum (1997) für 4 Posaunen

- Fassung für 4 Hörner von Eduard Oertle

- Begegnungen (1999/2000) für Streichquartett

#### Quintette
- Sprünge (2003). Suite in 5 Sätzen für Altsaxophon, 2 Violinen, Violoncello und Klavier
- Goldberg-Fanfare (2004) für Orgel, 2 Trompeten und 2 Posaunen
- Satyr’s Lächeln – eine Ba-rock-musik für Blockflöte, Barockoboe, Barockfagott, Schlagwerk und Cembalo. UA: 22. Juni 2009 Hallein (Ziegelstadl; Satyr’s Band)

#### Septett
- Raumesmitte (1999) für Horn, Altsaxophon, Schlagwerk, Klavier, Violine, Viola und Violoncello

#### Oktett
- Grals-Impulse (1989). Musikalische Gedanken zu Richard Wagners Parsifal, für Horn, 2 Trompeten, 3 Posaunen, Orgel und Röhrenglocken

#### Größere Ensembles
- Drei Fanfaren (1990) für 4–12 Blechbläser
- Schwarzwald Musikfestival Fanfare (2000) für 10 Blechbläser